# Висори (Челић)
Висори је насељено мјесто у општини Челић, Босна и Херцеговина.

## Историја
До рата је ово насеље било у саставу општине Лопаре.

## Становништво
|             | 2013.      | 1991.        | 1981.        | 1971.        |
| Укупно      | 2 (100,0%) | 146 (100,0%) | 170 (100,0%) | 186 (100,0%) |
| Срби        | 2 (100,0%) | 144 (98,63%) | 169 (99,41%) | 185 (99,46%) |
| Остали      | –          | 2 (1,370%)   | –            | 1 (0,538%)   |
| Југословени | –          | –            | 1 (0,588%)   | –            |